# Cesare Lovati
Cesare Lovati (25 de desembre de 1891 - 22 de juliol de 1961) va ser un futbolista professional italià nascut a l'Argentina, que va jugar com a migcampista, i posteriorment entrenador de futbol. Va representar la selecció italiana als Jocs Olímpics d'estiu de 1920.